# Гемба
Ге́мба (також Ги́мба) — гора в Українських Карпатах, одна з найвищих вершин гірського масиву Полонина Боржава. Розташована на межі Мукачівського та Хустського районів Закарпатської області.

## Географія
Висота Гемби 1491 м, за іншими даними — 1497 м. Вершина куполоподібна, вигнута півмісяцем. Підніжжя гори вкрите лісами, вище — полонини. На північних схилах розташований один з найвідоміших водоспадів України — Шипот. На північний схід від гори розташовані два села: Пилипець і Подобовець.

## Етимологія
За однією з теорій, назва гори є запозиченням з польської мови, де польське слово «gęba» означає «губа» і є спорідненим із українським «губа».

## Туризм
Гемба є об'єктом туризму. Через вершину проходить пішохідний маршрут «Вершинами Боржави», який починається у Воловці та веде до Міжгір'я (або у зворотному напрямку). На північних і північно-східних відрогах гори діє 8 витягів для гірськолижників. Тут розташований другий після «Драгобрату» за висотою гірськолижний курорт України — «Пилипець», який має найдовшу в Україні гірськолижну трасу: приблизно 3,5 км.

## Галерея

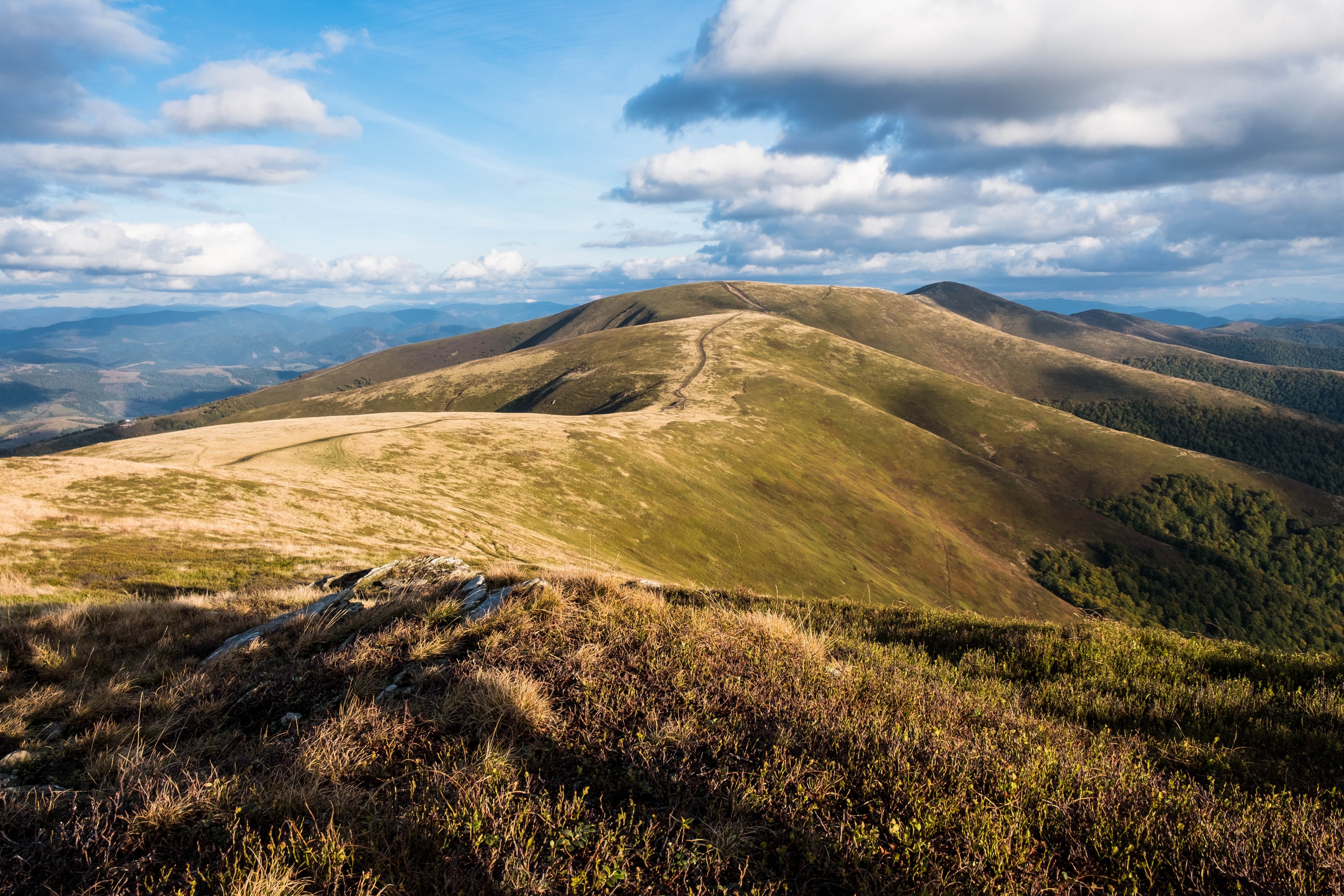
Вид на гору Гемба з гори Високий Верх
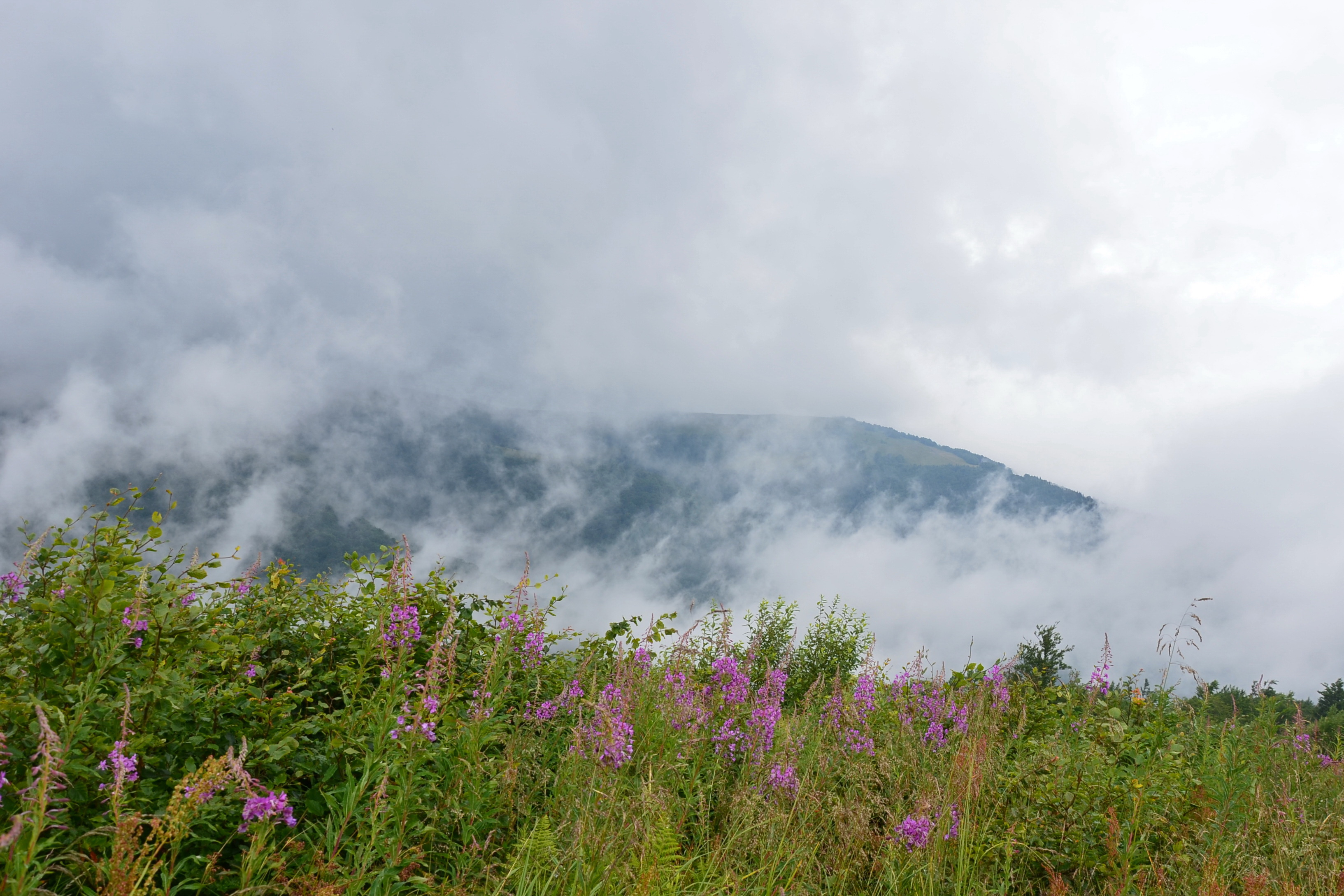
На схилах Гемби у тумані
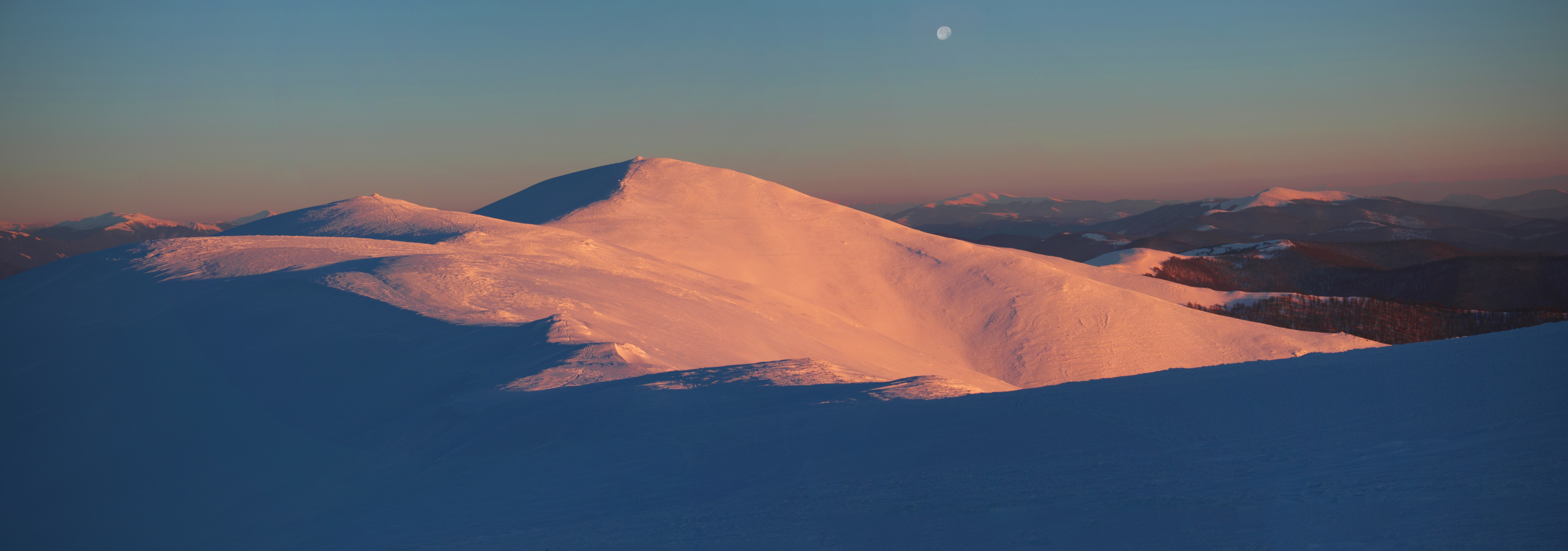
Гемба в лютому
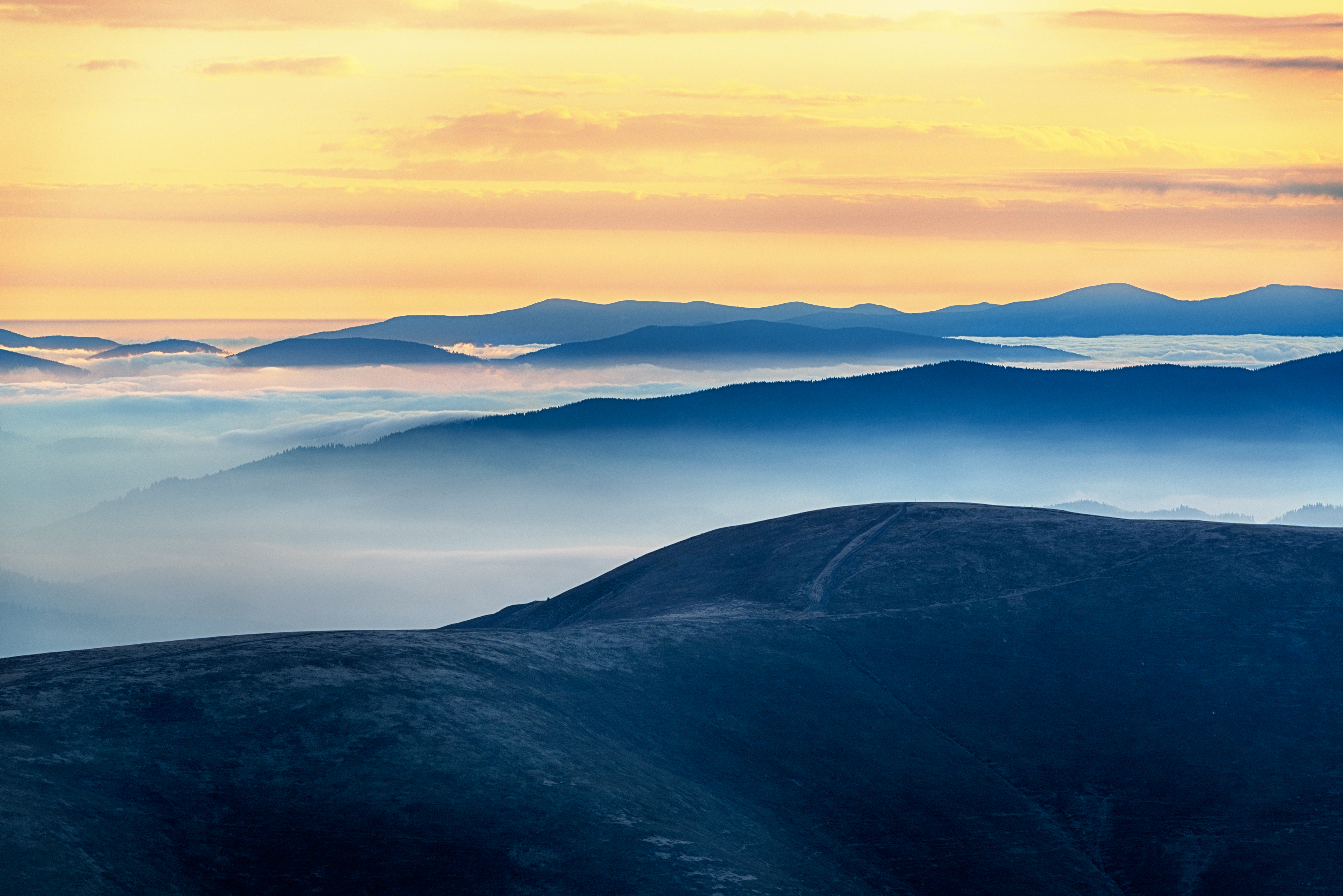
Осіння Гемба на світанку
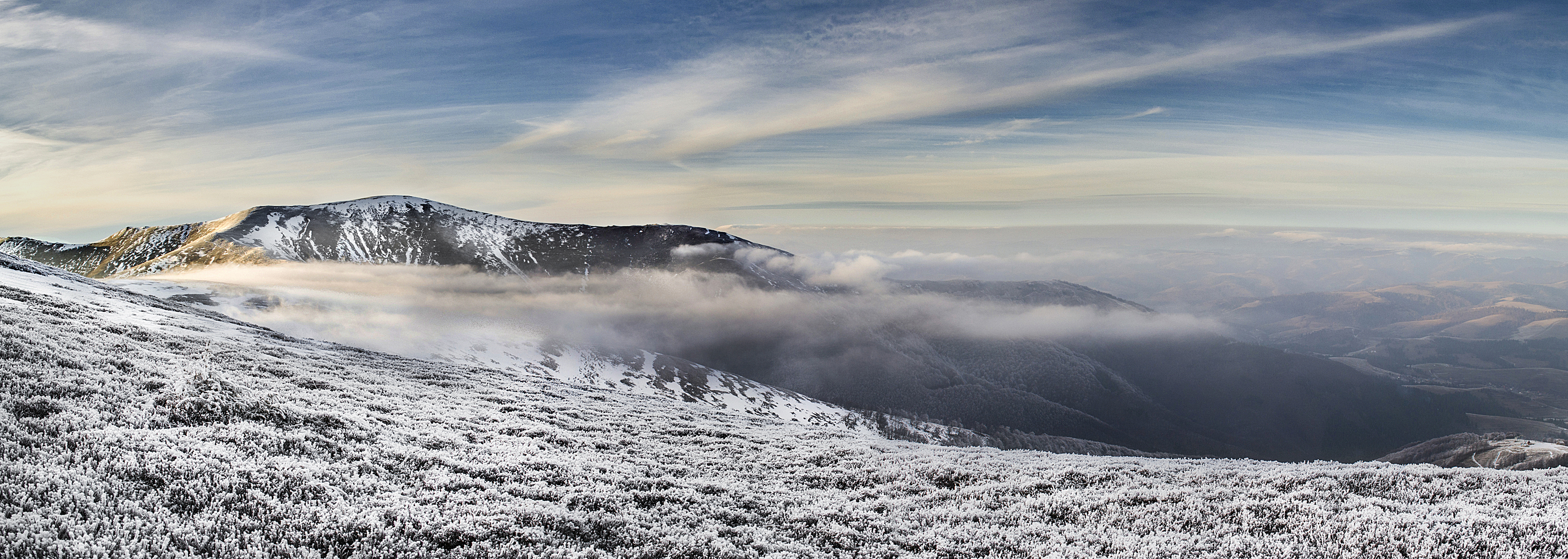
Вид з Гемби на Високий Верх (зліва) та Пилипець (справа)
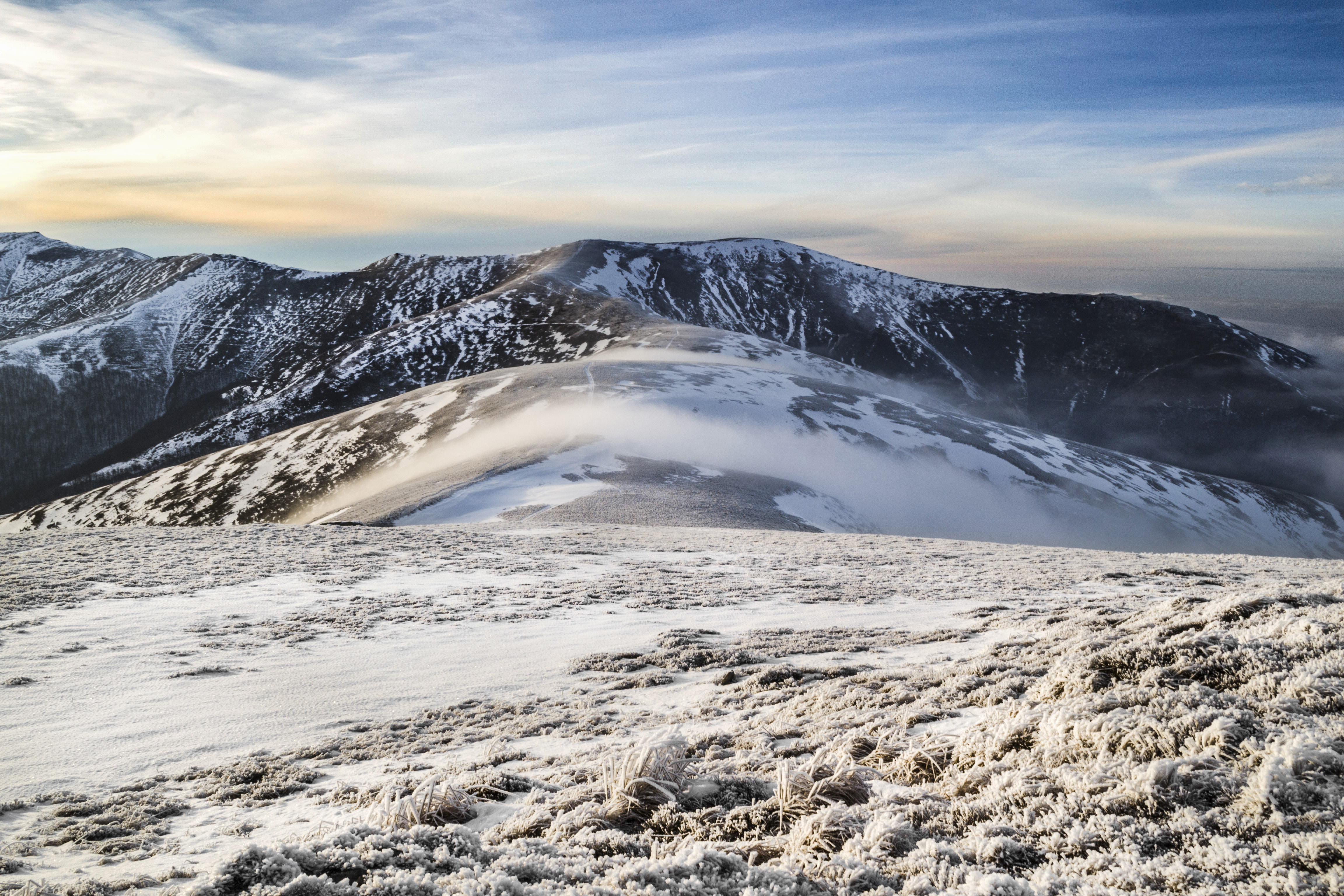
Вид з Гемби на Високий Верх
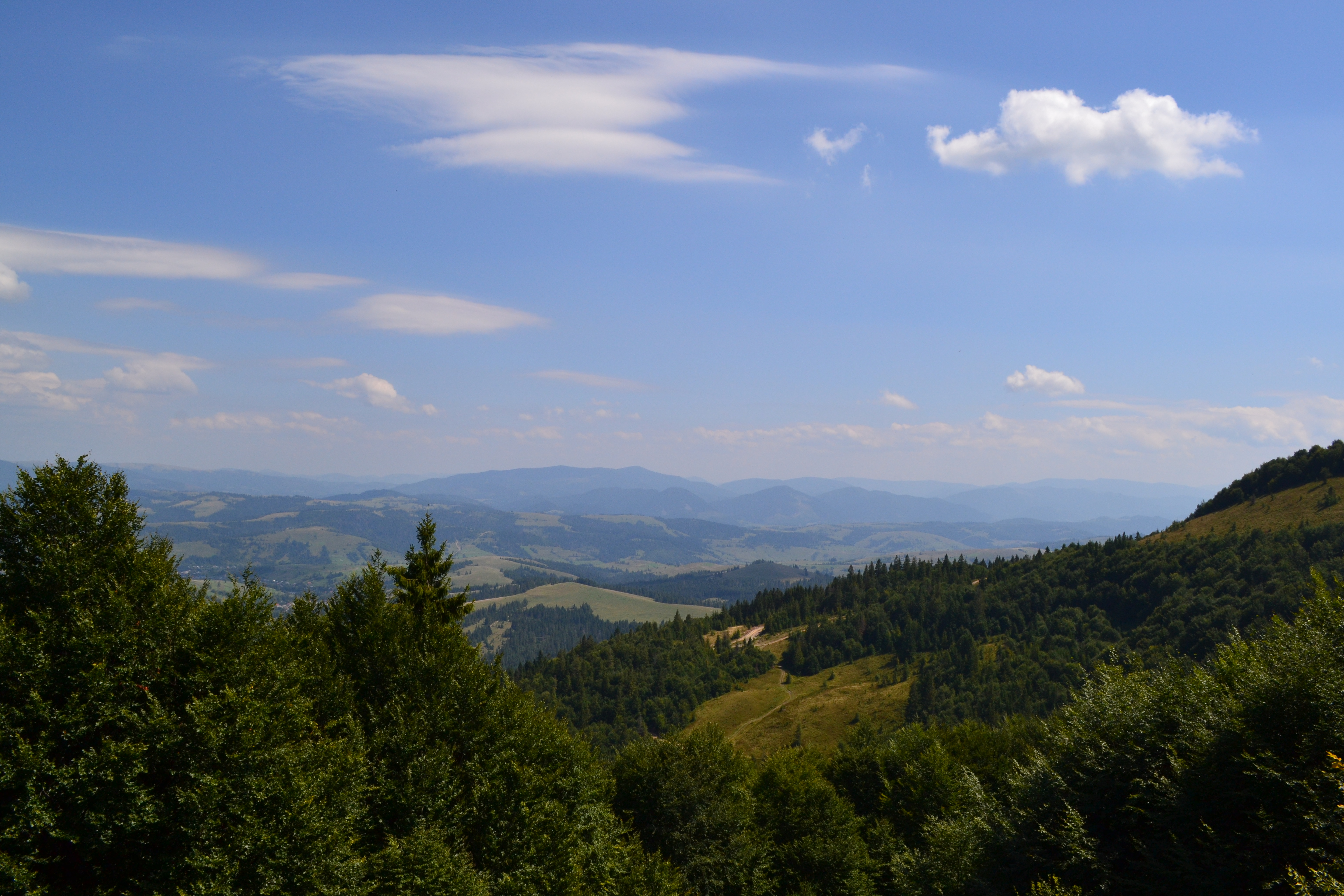
Вид зі схилів Гемби на північно-східні простори
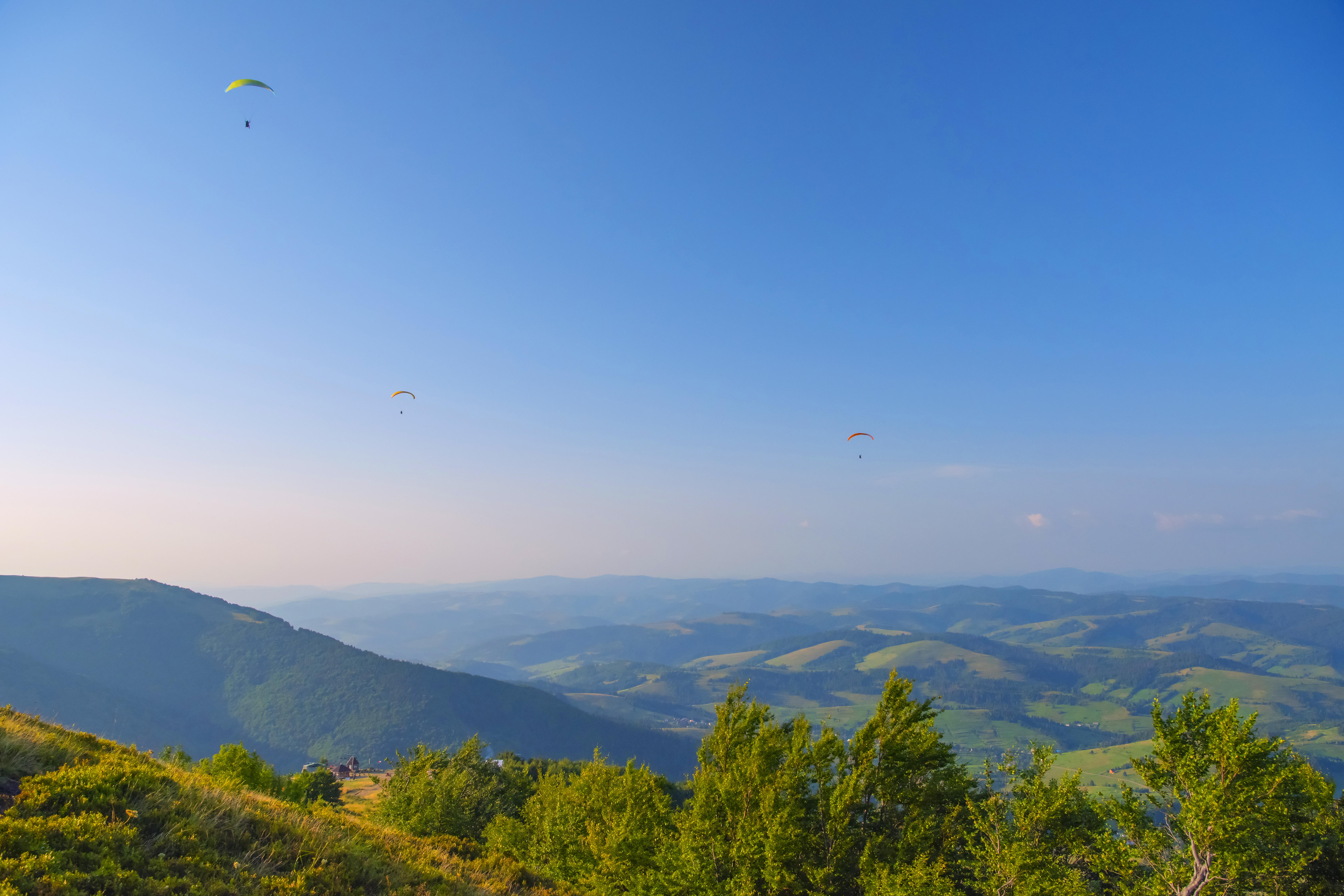
Вид зі схилів Гемби на північні простори
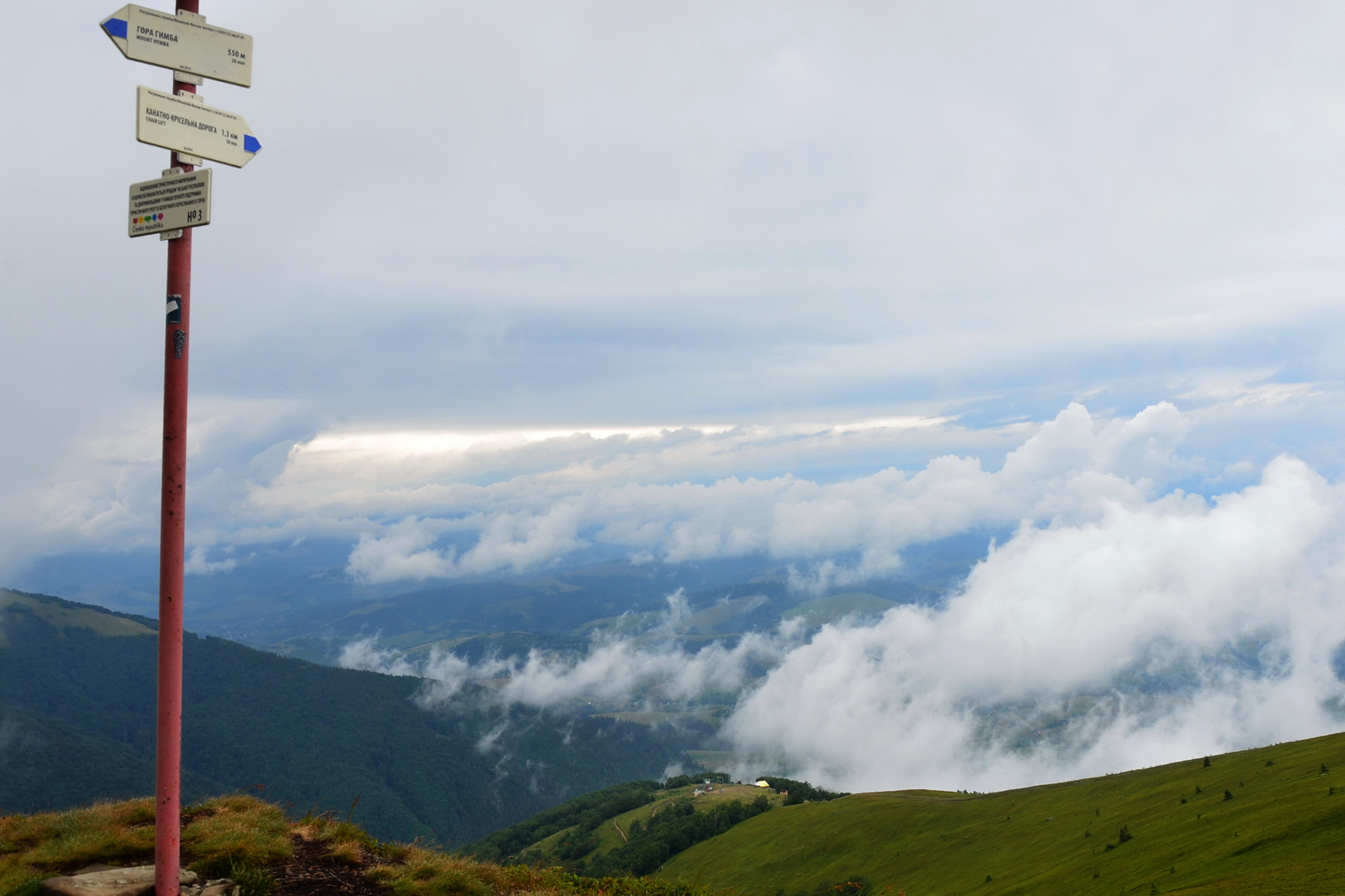
Вид з Гемби на Пилипець (в тумані)